# Ellibra
Ellibra (hethitisch: URUel-li-ip-ra) war eine hethitische Stadt in Kizzuwatna (Kilikien).
Am ḫišuwa-Fest brachten die Ältesten der Städte Kummanna, Zunnaḫara, Adaniya, Tarša und Ellibra dem Wettergott von Manuziya Gaben dar: Brot, Mehl, Wein und je ein Schaf, die Ältesten von Ellibra zudem noch ein Rind. Anhand der Reihenfolge wird angenommen, dass Ellibra westlich von Tarša lag, weshalb der archäologische Fundort Yumuktepe bei Mersin als Kandidat für das hethitische Ellibra betrachtet wird. Ein weiterer Hinweis für diese Lage ist der antike Fluss Liparis, der allerdings nicht exakt lokalisiert werden kann, aber in der Region von Mersin zu suchen ist.
Im Jahr 696 v. Chr. führte Kirua von Illubru einen Aufstand in Ḫilakku an, worauf der assyrische König Sanherib (704–681 v. Chr.) ein Heer schickte, welches die Städte Tarzu, Ingira und Illubru einnahm und die Handelswege sicherte. Kirua wurde nach Ninive gebracht. Während Tarzu eindeutig beim heutigen Tarsus lag, so ist die Lage von Ingira nicht gesichert; vorgeschlagen wird der Soli Höyük bei Viranşehir, das antike Soloi (Σόλοι), weil dort gefundene antike Münzen die aramäische Aufschrift ’grh zeigen.